# Sound Forge
MAGIX Sound Forge — цифровий аудіоредактор, призначений для професійної та напівпрофесійної роботи.
Існує також дешева версія з обмеженими можливостями Sound Forge Audio Studio, відома також під назвою Sonic Foundry's Sound Forge LE.

## Версія 8.0
- Обробка сигналу в реальному часі
- Підтримка високорозрядного аудіо: 24-біт, 32-біт, 64-біт (частота дискретизації — до 192 кГц)
- Підтримка відео (PAL та NTSC)
- Підтримка for a wide variety of file formats
- Підтримка DirectX та VST-плагінів. Веріся 8 також включає плагіни ефекту Грамофона (vinyl) та реставпрації звуку (restoration)
- Програмне забезпечення CD Architect 5.2, що підтримує прожиг CD Disk-At-Once (DAO)
- Batch processing
- Інструменти спектрального аналізу.
- Генератори Білого, Рожевого та Коричневого шумів.
- Генератор DTMF/MF- сигналів, Генератор тонів
- External monitor support for DV and FireWire (IEEE 1394) devices

## Підтримка форматів
- HD video 720p та 1080i
- Macromedia Flash format — тільки імпорт
- RealMedia 9 (RealAudio and RealVideo) — тільки експорт
- Windows Media 9 Series (WMA та WMV)
- Microsoft Video for Windows (AVI)
- QuickTime 6 (MOV)
- MPEG-1 та MPEG-2
- MPEG-1 Layer 3 (MP3)
- Ogg Vorbis (OGG)
- Macintosh AIFF
- NeXT/Sun (AU)
- Sound Designer (DIG)
- Intervoice
- Perfect Clarity Audio (PCA)
- Dialogic (VOX)
- Sony Media Wave 64 (W64)
- Microsoft Wave (WAV)
- FLAC